# Kapani (obwód brzeski)
Kapani (biał. Капані; ros. Копани) – wieś na Białorusi, w obwodzie brzeskim, w rejonie baranowickim, w sielsowiecie Wielkie Łuki.
W dwudziestoleciu międzywojennym część wsi Rusiny. Leżała w Polsce, w województwie nowogródzkim, w powiecie baranowickim.
W lipcu 1944 spalona przez Niemców. Zginęło 17 osób (w 1939 liczyła 63 mieszkańców). Spłonęło 14 budynków (w 1939 istniało 15). Po wojnie odbudowana.